# Leptinopterus
Leptinopterus es un género de coleóptero de la familia Lucanidae.

## Especies
Las especies de este género son:
- Leptinopterus affinis
- Leptinopterus atramentarius
- Leptinopterus bicolor
- Leptinopterus burmeisteri
- Leptinopterus consimilis
- Leptinopterus constricticollis
- Leptinopterus elegans
- Leptinopterus erythrocnemus
- Leptinopterus femoratus
- Leptinopterus fraternus
- Leptinopterus fryi
- Leptinopterus gracilipes
- Leptinopterus gracilis
- Leptinopterus ibex
- Leptinopterus inaharai
- Leptinopterus luederwaldti
- Leptinopterus mazama
- Leptinopterus melanarius
- Leptinopterus nigrotibialis
- Leptinopterus nitidus
- Leptinopterus paranensis
- Leptinopterus pellitomarginatus
- Leptinopterus puncticollis
- Leptinopterus robustus
- Leptinopterus rotundicollis
- Leptinopterus suturalis
- Leptinopterus tibialis
- Leptinopterus vestitus
- Leptinopterus v-niger
- Leptinopterus ypirangensis